# Petróleo crudo ligero
El petróleo ligero es el petróleo crudo con bajo contenido de ceras. La definición de petróleo ligero y de petróleo pesado es difícil de encontrar, simplemente su clasificación se basa más en razones de orden práctico que teórico. Dado que los crudos con alta viscosidad son más difíciles de transportar y bombear, al parecer el crudo con ligero contenido de ceras, con una gravedad API entre 23 y 28 grados, son denominados "crudo ligero" y los que tienen sustancialmente más cera se clasifican como "petróleo pesado", cualquier tipo de petróleo que tenga API menor de 20 grados.